# DJ Zel
DJ Zel, właściwie Krzysztof Szewczuk (ur. 9 września 1978) – polski DJ i producent muzyczny pochodzący z Elbląga.
Edukację muzyczną rozpoczął w wieku 7 lat. Początkowo grał na gitarze akustycznej. 5 lat później zaczął uczęszczać na prywatne zajęcia do szkoły muzycznej w Elblągu, gdzie uczył się gry na pianinie. W 2007 r. student uniwersytetu BTEC National Diploma in Music Technology Confetti De Montfort University w Leicester.
Utwór produkcji Szewczuka pt. „Skarby” wokalisty Libera zdobył nagrodę Eska Music Award w kategorii Hit roku – Polska za rok 2005.
22 kwietnia 2016 r. nakładem wytwórni muzycznej Fonografika ukazał się album rapera Pei oraz DJ-a Zela pt. DDA.
DJ Zel współpracował ponadto takimi wykonawcami jak: Slums Attack, Ascetoholix, Gieras, Kris, Tadek oraz Bosski Roman.

## Wybrana dyskografia
| Rok                        | Album                                                                    | Pozycja na liście | Sprzedaż       | Certyfikat          |
| Rok                        | Album                                                                    | POL               | Sprzedaż       | Certyfikat          |
| -------------------------- | ------------------------------------------------------------------------ | ----------------- | -------------- | ------------------- |
| 2013                       | Tha Beats - Data: 30 marca 2013 - Wydawca: wydanie własne                | –                 |                |                     |
| 2013                       | Byłem jestem będę (oraz Kwas) - Data: maj 2013 - Wydawca: wydanie własne | –                 |                |                     |
| 2016                       | DDA (oraz Peja) - Data: 22 kwietnia 2016 - Wydawca: Fonografika          | 4                 | - POL: 15 000+ | - ZPAV: złota płyta |
| „–” album nie był notowany |                                                                          |                   |                |                     |

## Teledyski
| Rok  | Tytuł                                          | Reżyseria / realizacja | Źródło |
| ---- | ---------------------------------------------- | ---------------------- | ------ |
| 2016 | „S.L.U.M.S.” (oraz Peja)                       | 9liter Filmy           | [ 16 ] |
| 2016 | „Grand Champ” (oraz Peja)                      | 9liter Filmy           | [ 17 ] |
| 2016 | „Nowy level ulicy” (oraz Peja; gośc. Lukasyno) | 9liter Filmy           | [ 18 ] |
| 2016 | „Nie pogrywaj ze mną” (oraz Peja; gośc. Dono)  | 9liter Filmy           | [ 19 ] |